# The Force -40th Anniversary Edition-
『The Force -40th Anniversary Edition-』（ザ・フォース・フォーティース・アニバーサリー・エディション）は、日本の音楽ユニットTM NETWORKが2024年12月18日にリリースした完全限定Blu-ray BOX。

## 解説
活動周期10年毎(1994年・2004年・2012-2015年・2022-2024年)に行われたライヴ映像がそれぞれ4枚組のBlu-Rayに収録。さらにデビューした同年1984年12月5日「渋谷PARCO・PARTⅢ」にて行われたライヴ音源全曲が収録されたCD2枚組が同梱される他、2025年春に開催予定のライブのチケット先行予約申込カードが特典として付属。

## 収録曲

### Blu-Ray (4枚組)

#### DISC 1：side "DECADE"
1994年5月18日と5月19日に東京ドームにて行われた『final live LAST GROOVE』収録のライヴ映像が中心となっているが、全曲は収録されていない他曲順も両日の混成となっている。
1. DECADE
2. 1974
  - 作詞：西門加里　作曲・編曲：小室哲哉
3. STILL LOVE HER
  - 作詞：小室哲哉　作曲：小室哲哉・木根尚登　編曲：小室哲哉
4. BE TOGETHER
  - 作詞：小室みつ子　作曲・編曲：小室哲哉
5. DON'T LET ME CRY
  - 作詞：神沢礼江　作曲・編曲：小室哲哉
6. NERVOUS
  - 作詞：川村真澄　作曲・編曲：小室哲哉
7. WILD HEAVEN
  - 作詞：小室みつ子　作曲・編曲：小室哲哉
8. RHYTHM RED BEAT BLACK
  - 作詞：坂元裕二　作曲・編曲：小室哲哉
9. ACCIDENT
  - 作詞：松井五郎　作曲・編曲：小室哲哉
10. WE LOVE THE EARTH
  - 作詞・作曲・編曲：小室哲哉
11. LOVE TRAIN
  - 作詞・作曲・編曲：小室哲哉
12. KISS YOU
  - 作詞：小室みつ子　作曲・編曲：小室哲哉
13. COME ON EVERYBODY
  - 作詞・作曲・編曲：小室哲哉
14. 1/2の助走
  - 作詞：西門加里　作曲：木根尚登　編曲：小室哲哉
15. CONFESSION
  - 作詞：西門加里　作曲：木根尚登　編曲：小室哲哉
16. 永遠のパスポート
  - 作詞：SEYMOUR　作曲：小室哲哉・木根尚登　編曲：小室哲哉
17. A Day In The Girl's Life (永遠の一瞬)
  - 作詞・作曲・編曲：小室哲哉
18. Carol (Carol's Theme I)
  - 作詞・作曲・編曲：小室哲哉
19. In The Forest (君の声が聞こえる)
  - 作詞：小室みつ子　作曲・編曲：小室哲哉
20. Carol (Carol's Theme II)
  - 作詞：小室みつ子　作曲・編曲：小室哲哉
21. Just One Victory (たったひとつの勝利)
  - 作詞・作曲・編曲：小室哲哉
22. RAINBOW RAINBOW
  - 作詞：西門加里　作曲・編曲：小室哲哉
23. COME ON LET'S DANCE
  - 作詞：神沢礼江　作曲・編曲：小室哲哉
24. ALL-RIGHT ALL-NIGHT
  - 作詞：小室みつ子　作曲・編曲：小室哲哉
25. KEYBOARD-SOLO
  - 作曲・編曲：小室哲哉
26. GET WILD '89
  - 作詞：小室みつ子　作曲：小室哲哉　編曲：ピート・ハモンド
27. DRAGON THE FESTIVAL
  - 作詞・作曲・編曲：小室哲哉
28. THE POINT OF LOVERS' NIGHT
  - 作詞・作曲・編曲：小室哲哉
29. NIGHTS OF THE KNIFE
  - 作詞：小室みつ子　作曲・編曲：小室哲哉
30. TIMEMACHINE
  - 作詞：小室哲哉　作曲：木根尚登　編曲：小室哲哉

#### DISC 2：side "DOUBLE-DECADE"
2004年4月21日に横浜アリーナと6月24日に日本武道館にて行われた『DOUBLE-DECADE TOUR "NETWORK"』収録のライヴ映像が中心となっているがこちらも全曲は収録されていない。尚曲順は順番通り。
1. EXTRA FEATURE (COUNT DOWN TO 4.21)
2. SCREEN OF LIFE -EXTENDED MIX-
  - 作詞・作曲・編曲：小室哲哉
3. RHYTHM RED BEAT BLACK (D.D. TOUR VERSION)
  - 作詞：坂元裕二　作曲・編曲：小室哲哉
4. KISS YOU
  - 作詞：小室みつ子　作曲・編曲：小室哲哉
5. BE TOGETHER
  - 作詞：小室みつ子　作曲・編曲：小室哲哉
6. GET WILD
  - 作詞：小室みつ子　作曲・編曲：小室哲哉
7. 10 YEARS AFTER
  - 作詞・作曲・編曲：小室哲哉
8. WE ARE STARTING OVER
  - 作詞：小室みつ子　作曲：木根尚登　編曲：小室哲哉
9. TELEPHONE LINE
  - 作詞：小室みつ子　作曲：木根尚登　編曲：小室哲哉
10. 1974
  - 作詞：西門加里　作曲・編曲：小室哲哉
11. JUST ONE VICTORY (OFFENSIVE VERSION)
  - 作詞・作曲・編曲：小室哲哉
12. TIME TO COUNT DOWN -Labo Mix-
  - 作詞：小室みつ子　作曲・編曲：小室哲哉
13. SELF CONTROL
  - 作詞：小室みつ子　作曲・編曲：小室哲哉
14. LOVE TRAIN -EXTENDED MIX-
  - 作詞・作曲・編曲：小室哲哉
15. TAKE IT TO THE LUCKY
  - 作詞・作曲・編曲：小室哲哉
16. NIGHTS OF THE KNIFE
  - 作詞：小室みつ子　作曲・編曲：小室哲哉
17. EXTRA FEATURE (COUNT DOWN TO 6.24)
18. GET WILD (D.D. EXTENDED VERSION)
  - 作詞：小室みつ子　作曲・編曲：小室哲哉
19. ALL-RIGHT ALL-NIGHT
  - 作詞：小室みつ子　作曲・編曲：小室哲哉
20. BE TOGETHER
  - 作詞：小室みつ子　作曲・編曲：小室哲哉
21. COME ON LET'S DANCE
  - 作詞：神沢礼江　作曲・編曲：小室哲哉
22. SELF CONTROL
  - 作詞：小室みつ子　作曲・編曲：小室哲哉
23. CONFESSION 〜告白〜
  - 作詞：西門加里　作曲：木根尚登　編曲：小室哲哉
24. WE LOVE THE EARTH
  - 作詞・作曲・編曲：小室哲哉
25. 69/99
  - 作詞：坂元裕二　作曲・編曲：小室哲哉
26. THE POINT OF LOVERS' NIGHT
  - 作詞・作曲・編曲：小室哲哉
27. TIME TO COUNT DOWN (D.D. TOUR FINAL VERSION)
  - 作詞：小室みつ子　作曲・編曲：小室哲哉
28. GREEN DAYS
  - 作詞・作曲・編曲：小室哲哉
29. SCREEN OF LIFE -EXTENDED MIX-
  - 作詞・作曲・編曲：小室哲哉
30. PRESENCE
  - 作詞・作曲・編曲：小室哲哉

#### DISC 3：side "QUIT30"
2012年から2015年にかけて行われた、『Incubation Period』、『FINAL MISSION -START investigation-』、『30th 1984〜 the beginning of the end』、『30th 1984〜 QUIT30 HUGE DATA』、『30th FINAL』より5作品収録のライヴ映像から各々選出。
1. We love the EARTH
  - 作詞・作曲・編曲：小室哲哉
2. 1974
  - 作詞：西門加里　作曲・編曲：小室哲哉
3. I am
  - 作詞・作曲・編曲：小室哲哉
4. 一途な恋
  - 作詞・作曲・編曲：小室哲哉
5. Be Together
  - 作詞：小室みつ子　作曲・編曲：小室哲哉
6. Love Train
  - 作詞・作曲・編曲：小室哲哉
7. Kiss You
  - 作詞：小室みつ子　作曲・編曲：小室哲哉
8. 永遠のパスポート 2014
  - 作詞：SEYMOUR　作曲：小室哲哉・木根尚登　編曲：小室哲哉
9. 金曜日のライオン 2014
  - 作詞・作曲・編曲：小室哲哉
10. RAINBOW RAINBOW 2014
  - 作詞：西門加里　作曲・編曲：小室哲哉
11. CUBE
  - 作詞：小室みつ子　作曲：木根尚登　編曲：小室哲哉
12. Self Control 2014
  - 作詞：小室みつ子　作曲・編曲：小室哲哉
13. BEYOND THE TIME
  - 作詞：小室みつ子　作曲・編曲：小室哲哉
14. SEVEN DAYS WAR
  - 作詞：小室みつ子　作曲・編曲：小室哲哉
15. Birth
  - 作詞：小室みつ子　作曲・編曲：小室哲哉
16. LOUD
  - 作詞・作曲・編曲：小室哲哉
17. CAROL 2015 Ⅰ
18. A Day In The Girl's Life
  - 作詞・作曲・編曲：小室哲哉
19. Carol (Carol’s theme Ⅰ)
  - 作詞・作曲・編曲：小室哲哉
20. Gia Corm Fillippo Dia
  - 作詞：小室みつ子　作曲：木根尚登　編曲：小室哲哉
21. CAROL 2015 Ⅱ
22. In The Forest
  - 作詞：小室みつ子　作曲・編曲：小室哲哉
23. Carol (Carol’s theme Ⅱ)
  - 作詞：小室みつ子　作曲・編曲：小室哲哉
24. Just One Victory
  - 作詞・作曲・編曲：小室哲哉
25. Still Love Her
  - 作詞：小室哲哉　作曲：小室哲哉・木根尚登　編曲：小室哲哉
26. LOOKING AT YOU
  - 作詞：小室みつ子　作曲：木根尚登　編曲：小室哲哉
27. Always be there
  - 作詞・作曲・編曲：小室哲哉
28. RHYTHM RED BEAT BLACK
  - 作詞：坂元裕二　作曲・編曲：小室哲哉
29. Children of the New Century 2015
  - 作曲・編曲：小室哲哉
30. Here, There & Everywhere
  - 作詞・作曲・編曲：小室哲哉
31. SCREEN OF LIFE
  - 作詞・作曲・編曲：小室哲哉
32. 月はピアノに誘われて
  - 作詞：坂元裕二　作曲：木根尚登　編曲：久保こーじ
33. あの夏を忘れない
  - 作詞：坂元裕二　作曲・編曲：小室哲哉
34. TK SOLO (30th FINAL)
  - 作曲・編曲：小室哲哉
35. Get Wild 2015
  - 作詞：小室みつ子　作曲・編曲：小室哲哉
36. Fool On The Planet
  - 作詞：小室みつ子　作曲：木根尚登　編曲：小室哲哉

#### DISC 4：side "intelligence Days"
2022年から2024年にかけて行われた、『TOUR 2022 "FANKS intelligence Days"』、『40th FANKS intelligence Days 〜DEVOTION〜』、『40th FANKS intelligence Days 〜STAND 3 FINAL〜』、『40th FANKS intelligence Days 〜YONMARU〜』より4作品収録のライヴ映像から各々選出。
1. あの夏を忘れない
  - 作詞：坂元裕二　作曲・編曲：小室哲哉
2. Be Together
  - 作詞：小室みつ子　作曲・編曲：小室哲哉
3. 8月の長い夜
  - 作詞：三浦徳子　作曲・編曲：小室哲哉
4. BEYOND THE TIME
  - 作詞：小室みつ子　作曲・編曲：小室哲哉
5. KISS YOU
  - 作詞：小室みつ子　作曲・編曲：小室哲哉
6. How Crash?
  - 作詞・作曲・編曲：小室哲哉
7. We love the EARTH
  - 作詞・作曲・編曲：小室哲哉
8. Fool On The Planet
  - 作詞：小室みつ子　作曲：木根尚登　編曲：小室哲哉
9. Whatever Comes
  - 作詞：小室みつ子　作曲・編曲：小室哲哉
10. 君の空を見ている
  - 作詞：小室みつ子　作曲：木根尚登　編曲：小室哲哉
11. Still Love Her
  - 作詞：小室哲哉　作曲：小室哲哉・木根尚登　編曲：小室哲哉
12. TIMEMACHINE
  - 作詞：小室哲哉　作曲：木根尚登　編曲：小室哲哉
13. Come On Everybody
  - 作詞・作曲・編曲：小室哲哉
14. ACTION
  - 作詞・作曲・編曲：小室哲哉
15. TIME TO COUNT DOWN
  - 作詞：小室みつ子　作曲・編曲：小室哲哉
16. THE POINT OF LOVERS' NIGHT
  - 作詞・作曲・編曲：小室哲哉
17. Children of the New Century
  - 作詞：小室みつ子　作曲・編曲：小室哲哉
18. Nights of the Knife
  - 作詞：小室みつ子　作曲・編曲：小室哲哉
19. DEVOTION
  - 作詞・作曲・編曲：小室哲哉
20. 君がいてよかった
  - 作詞：小室みつ子　作曲・編曲：小室哲哉
21. N43
  - 作詞・作曲：木根尚登　編曲：小室哲哉
22. You Can Dance
  - 作詞：西門加里　作曲・編曲：小室哲哉
23. Come Back to Asia
  - 作詞：小室みつ子　作曲：木根尚登　編曲：小室哲哉
24. Love Train
  - 作詞・作曲・編曲：小室哲哉
25. I am
  - 作詞・作曲・編曲：小室哲哉
26. Self Control
  - 作詞：小室みつ子　作曲・編曲：小室哲哉
27. Maria Club
  - 作詞：小室哲哉　作曲：小室哲哉・木根尚登　編曲：小室哲哉
28. 1974
  - 作詞：西門加里　作曲・編曲：小室哲哉
29. Confession
  - 作詞：西門加里　作曲・編曲：木根尚登　編曲：小室哲哉
30. A Day In The Girl’s Life
  - 作詞・作曲・編曲：小室哲哉
31. Carol’s Theme I
  - 作詞・作曲・編曲：小室哲哉
32. Chase In Labyrinth
  - 作詞：小室みつ子　作曲：木根尚登　編曲：小室哲哉
33. Gia Corm Fillippo Dia
  - 作詞：小室みつ子　作曲：木根尚登　編曲：小室哲哉
34. In The Forest
  - 作詞：小室みつ子　作曲・編曲：小室哲哉
35. Carol’s Theme II
  - 作詞：小室みつ子　作曲・編曲：小室哲哉
36. Just One Victory
  - 作詞・作曲・編曲：小室哲哉
37. RAINBOW RAINBOW
  - 作詞：西門加里　作曲・編曲：小室哲哉
38. Get Wild Continual
  - 作詞：小室みつ子　作曲・編曲：小室哲哉
39. ACCIDENT
  - 作詞：松井五郎　作曲・編曲：小室哲哉
40. Electric Prophet
  - 作詞：小室哲哉　作曲：小室哲哉・木根尚登　編曲：小室哲哉

### CD (2枚組)

#### ELECTRIC PROPHET
1984年12月5日に渋谷パルコ・パートIIIにて行われたライヴ全曲の音源。詳細は『ELECTRIC PROPHET』参照。